# 町田市立南第一小学校
町田市立南第一小学校(まちだしりつ みなみだいいちしょうがっこう)は、東京都町田市南町田一丁目にある公立小学校。
2023年4月現在の学級数は21学級、全校児童671人である。

## 沿革
- 1873年（明治6年）6月10日 - 「開矇学舎」として東雲寺境内に創立
- 1874年（明治7年）- 東雲寺焼失により、細野正重宅へ移転
- 1875年（明治8年）- 「開矇学校」に校名を変更
- 1887年（明治20年）10月 -  
細野喜代四郎氏ら学校関係者の資金資材の寄付と村人たちの労働奉仕により現南第一小学校正門付近に新校舎を建設し移転
- 1890年（明治23年）- 事務室1棟増築
- 1893年（明治26年）4月 - 
  - 東京府の管轄となる
  - 「東京府南多摩郡南村開曚尋常高等小学校」に校名を変更
- 1894年（明治27年）- 
地域の教育的関心を高める目的で、94年と95年に運動会を開催
- 1896年（明治29年）- 
宮本八十吉氏から土地450坪の寄付を受け、校地拡張と校舎増築がされる
- 1903年（明治36年）4月13日 - 固定教科書制度を採用
- 1907年（明治40年）3月 - 義務教育年限が6年となる
- 1908年（明治41年）5月 - 
「東京府南多摩郡南村尋常高等小学校」に校名を改称
- 1909年（明治42年）6月 - 校舎増築（50坪）
- 1914年（大正3年）7月 - 
細野潔氏、宮本八十吉氏、細野繁蔵氏から土地3,262坪の寄付を受け、校地拡張と校舎増改築
- 1915年（大正4年）3月 - 校地拡張、増改築校舎の落成式挙行
- 1920年（大正9年）9月 - 南第一実業学校（後の南第一農業公民学校）を併設
- 1926年（昭和元年）7月 - 南第一青年訓練所を併設
- 1927年（昭和2年）9月 - 校舎増築（242坪）
- 1935年（昭和10年）4月 - 併設2校を廃し、南第一青年学校を併設
- 1936年（昭和11年）10月 - 校舎135坪及び家庭科実習室を増築
- 1941年（昭和16年）4月 - 「東京都南多摩郡南村立南国民学校」に校名を改称
- 1947年（昭和22年）
  - 3月 - 南第一青年学校を廃す
  - 4月 - 「東京都南多摩郡南小学校」に校名を変更、新学制発足
- 1948年（昭和23年）2月 - 用務員室を新設（宿直室・教職調理室併設）、おかず給食開始
- 1952年（昭和27年）6月10日 - 創立80周年記念式典、記念碑建立
- 1954年（昭和29年）
  - 4月 - 「東京都南多摩郡町田町立南第一小学校」に校名を変更
  - 9月 - 金森地区に分校を開設（現　町田市立南第三小学校）
  - 10月 - 給食調理室1棟を建設、周5日のA型給食に切り替え
- 1958年（昭和33年）4月 - 現在の校名に変更、町田市制を施行、金森地区分校が独立
- 1960年（昭和35年）12月 - 校歌制定
- 1963年（昭和38年）12月 - 創立90周年記念式典
- 1966年（昭和41年）4月 - 鉄筋３階建て六角校舎完工
- 1968年（昭和43年）1月 - 鉄筋３階建て西校舎完工
- 1969年（昭和44年）7月 - プール完成
- 1970年（昭和45年）9月 - 鉄筋３階建て東校舎完工
- 1971年（昭和46年）
  - 3月 - 体育館完成
  - 4月 - つくし野地区に分校開設（現　町田市立つくし野小学校）
- 1972年（昭和47年）4月 - つくし野分校独立
- 1973年（昭和48年）6月 - 創立100周年記念式典
- 1975年（昭和50年）4月 - 町田市立小川小学校独立により、児童209人が転出
- 1977年（昭和52年）4月 - 町田市立鶴間小学校が独立し、児童403人が転出
- 1979年（昭和54年）7月 - 中央校舎完成
- 1981年（昭和56年）9月 - 校舎全面改修、プールが校舎西側から東側へ移る
- 1983年（昭和58年）
  - 6月 - 創立110周年記念式典
  - 11月 - 110周年記念資料室設置
- 1986年（昭和61年）3月 - 正門前に学校園を造園
- 1990年（平成2年）7月 - 東校舎・西校舎改修、ランチルーム新設
- 1991年（平成3年）7月 - 六角校舎改修、和室・多目的室新設
- 1992年（平成4年）7月 - プール改修工事終了
- 1993年（平成5年）11月 - 創立120周年記念式典
- 2001年（平成13年）- 創立150周年時に掘り起こすタイムカプセルを埋設
- 2003年（平成15年）11月 - 創立130周年記念式典
- 2012年（平成24年）6月 - エアコン設置工事開始
- 2013年（平成25年）6月 - 創立140周年記念式典
- 2014年（平成26年）7月 - トイレ大規模改修
- 2020年（令和2年）3月〜5月 - 新型コロナウイルス感染拡大防止のため臨時休校
- 2021年（令和3年）7月〜8月 - 体育館空調設置工事
- 2023年（令和5年）6月 - 創立150周年記念集会

## 校歌
町田市立南第一小学校校歌
- 作詞 - 若林牧春
- 作曲 - 平井康三郎

## 教育目標
以下の教育目標が掲げられている。

## 通学区域
学区は、町田市ウェブサイト（2023年10月27日最終更新）に依った。
全域が学区となる地域
金森4丁目〜6丁目
南町田1丁目〜2丁目
一部区画が学区となる地域
金森3丁目
南町田3丁目〜4丁目

## 学区内の主な施設
- 町田南保育園
- 町田市立南中学校
- 町田市子どもセンター ばあん
- 町田市南市民センター
- 町田慶泉病院
- 町田消防署南出張所

## 校舎の建替
町田市教育委員会では「町田市新たな学校づくり推進計画」に基づいて、2040年度までに市内の市立小学校・中学校を統合・建替をする予定である。この影響を受け、本校も2027年度に建替工事を開始する予定である。
建替工事は2027年度から2029年度にかけて行われ、この期間中は町田市立南中学校の校庭に仮校舎を建設して教育活動が行われる。
新校舎の使用開始は2030年度を予定している。

## 交通
JR東日本横浜線・小田急線の町田駅で下車し、そこからバスでの移動が必要になる。
町田バスセンターバス停9番乗り場から神奈中バスのすずかけ台駅行き、つくし野駅行き、鶴間駅東口行きに乗車し、南農協前バス停で下車徒歩10分程度。